# Jarl Gallén

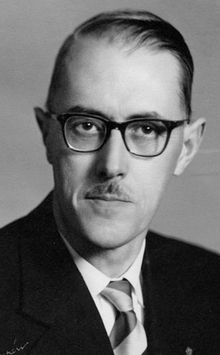

Jarl Wilhelm Erik Gallén, född 23 maj 1908 i Helsingfors, död 27 mars 1990 i Helsingfors, var en finländsk historiker, innehavare av den svenskspråkiga professuren i historia vid Helsingfors universitet 1964-1975. 

## Biografi
Gallén blev student 1925, filosofie kandidat 1929, filosofie magister 1932, filosofie licentiat 1946 och filosofie doktor 1947. Under studietiden konverterade han till katolicismen och grundade Academicum Catholicum vars ordförande han var 1936-1946. Han deltog aktivt i de idépolitiska debatterna och var med om att grunda Aktiva studentförbundet, samt fungerade som redaktör för Studentbladet 1930-1932, där han gjorde sig känd som en slagfärdig och stridbar debattör på högerflygeln.
På 1930-talet blev Gallén aktivt skyddskårist och den vägen avancerade han under kriget till major. Under vinterkriget var han först spaningsofficer och sedan IR 10:s regementsadjutant. I den senare uppgiften gjorde han en avgörande insats för hela regementet. Mellan krigen var han i aktiv tjänst och under fortsättningskriget bland annat regementsofficer och bataljonskommendör i IR 55 och IR 13 på Hangö udd, Aunus och Karelska näset. Hans insats gavs de högsta betyg.
1947–1948 studerade Gallén vid Fribourguniversitetet och 1950 blev han docent i historia vid Helsingfors universitet samt 1964 professor. Han var ledamot av olika lärda sällskap, såsom Norske videnskaplige Selskap och Sotatieteellinen Seura och ett stort antal föreningar och arbetsgrupper.

## Forskning
Galléns specialområde var medeltiden, särskilt dominikanernas historia i Norden (1946), men han skrev också om modern krigshistoria. Hans mest uppmärksammade arbete är Nöteborgsfreden och Finlands medeltida östgräns (1968), och hans rön och grundtanke har i stort sett godtagits av den senare forskningen. 
Gallén pekade också på att det ur politisk synvinkel var ytterst osannolikt att svenskarna 1249-1250 hade företagit ett korståg till Tavastland, eftersom makthavarna då var upptagna av en allvarlig politiskt konflikt med Norge. Han ansåg därför att Andra svenska korståget borde snarare dateras till åren 1238 eller 1239, med tanke på att uppmaningen i korstågsbullan härstammar från 1237.
Ett par krigshistoriska verk som han utgav har vitsordats högt för sin sakkunskap och levande stil. Han åtnjöt högt anseende både i Finland och utomlands som kännare av Finlands och Nordens medeltidshistoria.

## Utmärkelser
- Kommendörtecknet av Finlands Lejons orden
- Frihetskorset av 3:e klass med eklöv
- Frihetskorset av 4 klass med svärd
- Skyddskårernas förtjänstmedalj
- Kommendör av S:t Sylvesters orden
- Den Heliga gravens av Jerusalem riddarorden
- Nordstjärneorden